# Saint-Germain-du-Seudre
Pour les articles homonymes, voir Saint-Germain.
Saint-Germain-du-Seudre est une commune du sud-ouest de la France, située dans le département de la Charente-Maritime (région Nouvelle-Aquitaine). Ses habitants sont appelés les Saint-Germinois et les Saint-Germinoises.

## Géographie

### Localisation et accès
La commune de Saint-Germain-du-Seudre se situe dans le sud-ouest du département de la Charente-Maritime, en région Nouvelle-Aquitaine, dans l'ancienne province de Saintonge. Appartenant au midi de la France — on parle plus précisément de « midi atlantique », au cœur de l'arc atlantique, elle est partie intégrante du Grand Sud-Ouest français, et est parfois également incluse dans un Grand Ouest aux contours plus flous.
Saint-Germain-du-Seudre est proche de Gémozac.

### Communes limitrophes
| Virollet           | Gémozac                 |               |
| Brie-sous-Mortagne | Saint-Germain-du-Seudre | Champagnolles |
| Floirac            | Saint-Fort-sur-Gironde  |               |

### Hydrographie

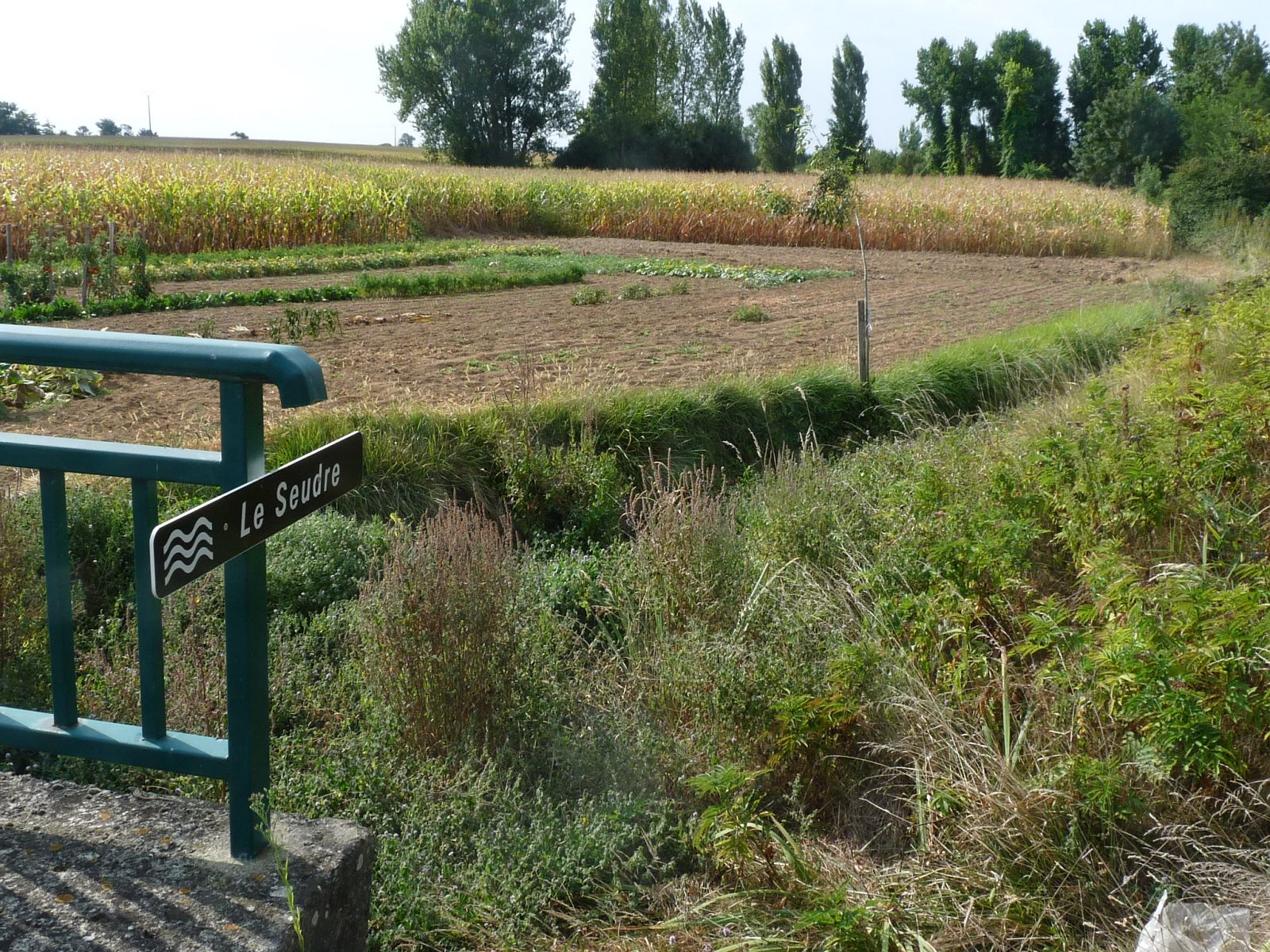
Le Seudre

Le village est situé à proximité de la source de la Seudre et près d'un de ses petits affluents qui s'appelle le Seudre.

## Urbanisme

### Typologie
Au 1er janvier 2024, Saint-Germain-du-Seudre est catégorisée commune rurale à habitat très dispersé, selon la nouvelle grille communale de densité à 7 niveaux définie par l'Insee en 2022.
Elle est située hors unité urbaine et hors attraction des villes,.

### Occupation des sols
L'occupation des sols de la commune, telle qu'elle ressort de la base de données européenne d’occupation biophysique des sols Corine Land Cover (CLC), est marquée par l'importance des territoires agricoles (69,8 % en 2018), une proportion sensiblement équivalente à celle de 1990 (70,1 %). La répartition détaillée en 2018 est la suivante : 
terres arables (41,4 %), forêts (30,2 %), zones agricoles hétérogènes (15,8 %), cultures permanentes (12,7 %). L'évolution de l’occupation des sols de la commune et de ses infrastructures peut être observée sur les différentes représentations cartographiques du territoire : la carte de Cassini (XVIIIe siècle), la carte d'état-major (1820-1866) et les cartes ou photos aériennes de l'IGN pour la période actuelle (1950 à aujourd'hui).

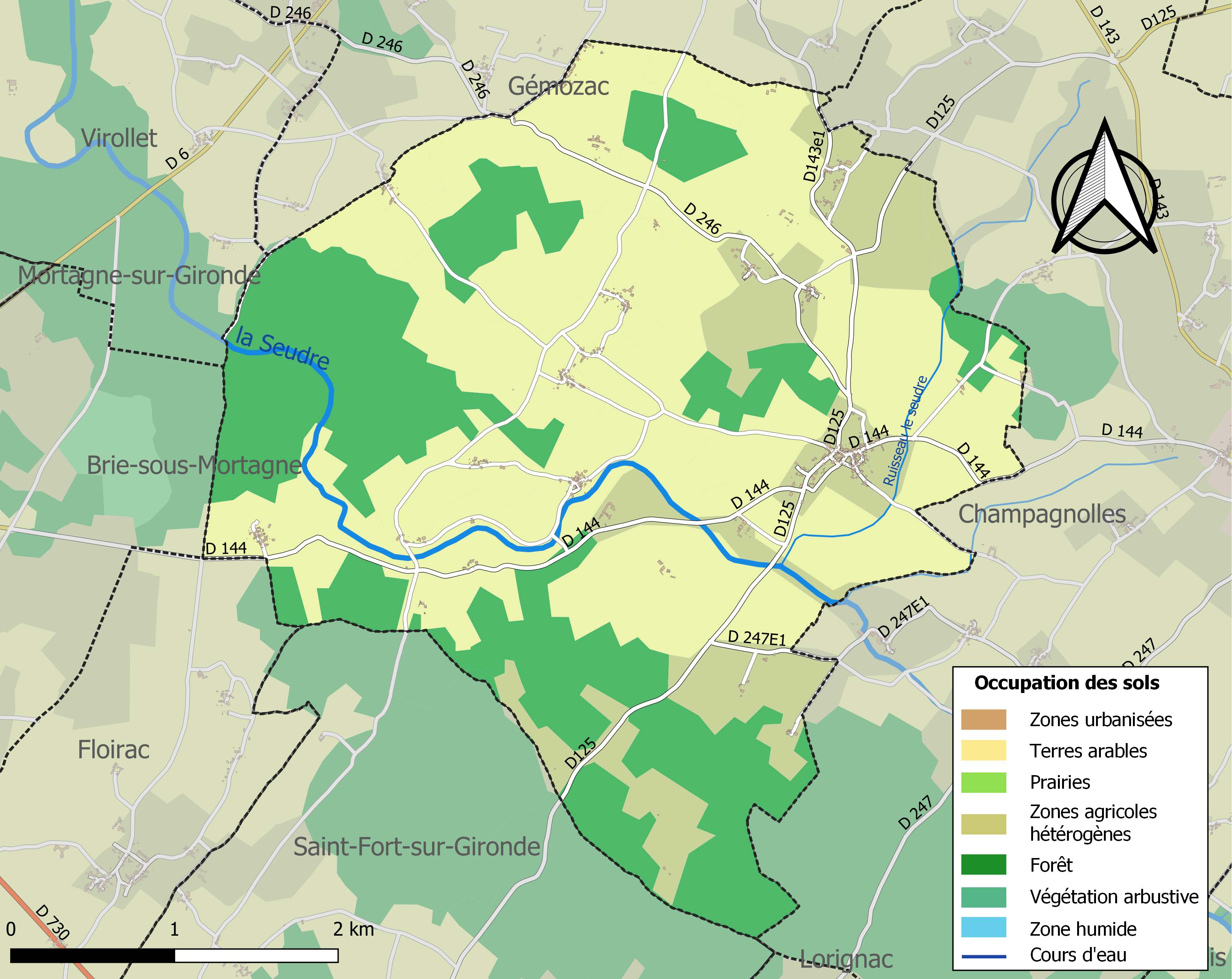
Carte des infrastructures et de l'occupation des sols de la commune en 2018 (CLC).

### Risques majeurs
Le territoire de la commune de Saint-Germain-du-Seudre est vulnérable à différents aléas naturels : météorologiques (tempête, orage, neige, grand froid, canicule ou sécheresse), inondations, feux de forêts, mouvements de terrains et séisme (sismicité faible). Il est également exposé à un risque technologique,  le transport de matières dangereuses. Un site publié par le BRGM permet d'évaluer simplement et rapidement les risques d'un bien localisé soit par son adresse soit par le numéro de sa parcelle.

#### Risques naturels
Certaines parties du territoire communal sont susceptibles d’être affectées par le risque d’inondation par débordement de cours d'eau, notamment la Seudre. La commune a été reconnue en état de catastrophe naturelle au titre des dommages causés par les inondations et coulées de boue survenues en 1982, 1993, 1999 et 2010,.
Saint-Germain-du-Seudre est exposée au risque de feu de forêt du fait de la présence sur son territoire de la forêt de la Lande, un massif classé à risque dans le plan départemental de protection des forêts contre les incendies (PDPFCI), élaboré pour la période 2017-2026 et qui fait suite à un plan 2007-2016. Les mesures individuelles de prévention contre les incendies sont précisées par divers arrêtés préfectoraux et s’appliquent dans les zones exposées aux incendies de forêt et à moins de 200 mètres de celles-ci. L’article L.131-1 du code forestier et l’arrêté du 2 décembre 2020 règlementent l'emploi du feu en interdisant notamment d’apporter du feu, de fumer et de jeter des mégots de cigarette dans les espaces sensibles et sur les voies qui les traversent sous peine de sanctions. Un autre arrêté du 2 décembre 2020 rend le débroussaillement obligatoire, incombant au propriétaire ou ayant droit,,,.

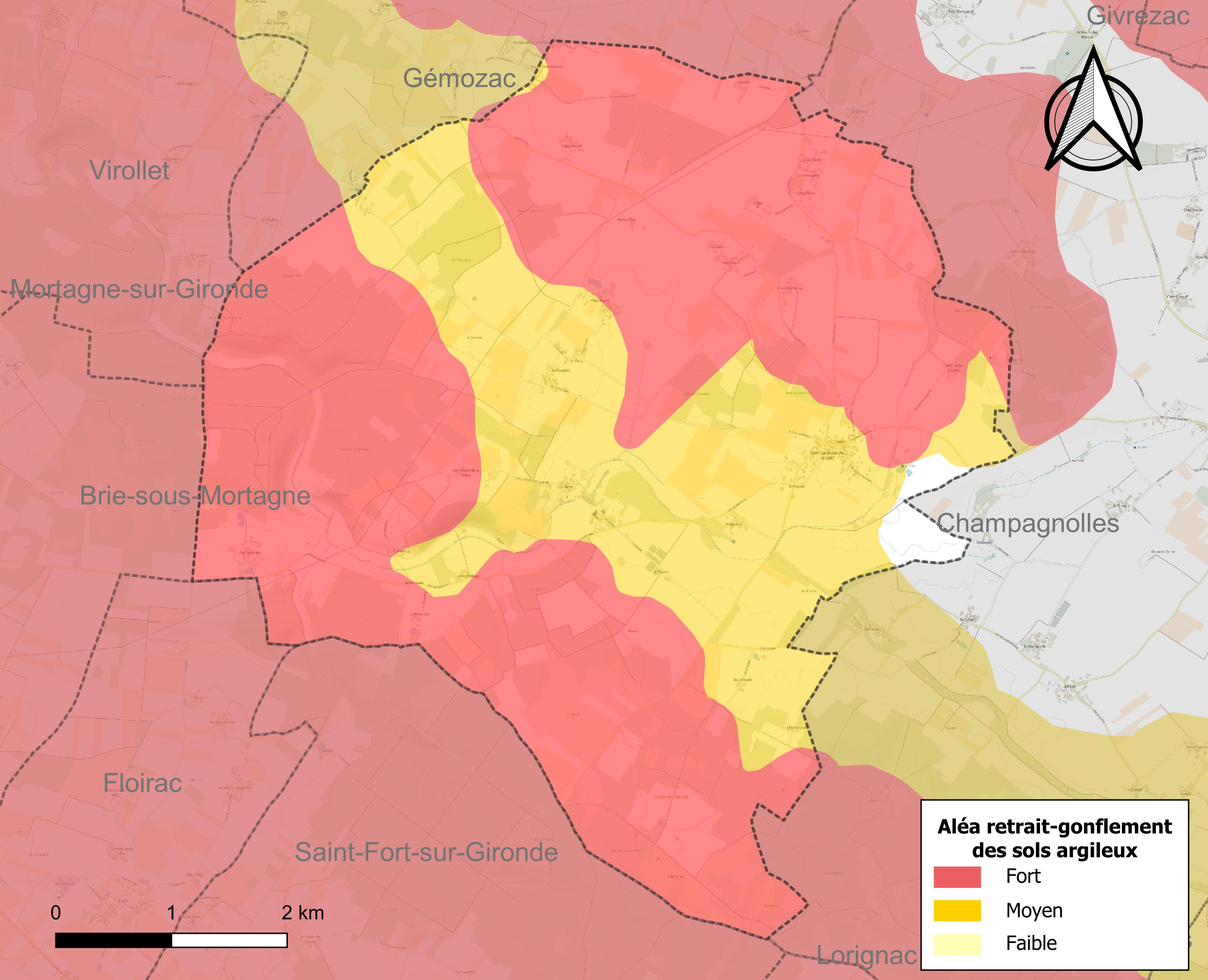
Carte des zones d'aléa retrait-gonflement des sols argileux de Saint-Germain-du-Seudre.

Les mouvements de terrains susceptibles de se produire sur la commune sont des tassements différentiels.
Le retrait-gonflement des sols argileux est susceptible d'engendrer des dommages importants aux bâtiments en cas d’alternance de périodes de sécheresse et de pluie. 98,8 % de la superficie communale est en aléa moyen ou fort (54,2 % au niveau départemental et 48,5 % au niveau national). Sur les 257 bâtiments dénombrés sur la commune en 2019,  257 sont en aléa moyen ou fort, soit 100 %, à comparer aux 57 % au niveau départemental et 54 % au niveau national. Une cartographie de l'exposition du territoire national au retrait gonflement des sols argileux est disponible sur le site du BRGM,.
Par ailleurs, afin de mieux appréhender le risque d’affaissement de terrain, l'inventaire national des cavités souterraines permet de localiser celles situées sur la commune.
Concernant les mouvements de terrains, la commune a été reconnue en état de catastrophe naturelle au titre des dommages causés par la sécheresse en 2005 et 2011 et par des mouvements de terrain en 1999 et 2010.

#### Risques technologiques
Le risque de transport de matières dangereuses sur la commune est lié à sa traversée par une ou des infrastructures routières ou ferroviaires importantes ou la présence d'une canalisation de transport d'hydrocarbures. Un accident se produisant sur de telles infrastructures est susceptible d’avoir des effets graves sur les biens, les personnes ou l'environnement, selon la nature du matériau transporté. Des dispositions d’urbanisme peuvent être préconisées en conséquence.

## Toponymie
Le nom de la commune provient de saint Germain, à qui la paroisse a été dédiée, ainsi qu'à la Seudre, appelé localement au masculin.

## Administration

### Liste des maires
| Période                                  | Période  | Identité               | Étiquette | Qualité                    |
| ---------------------------------------- | -------- | ---------------------- | --------- | -------------------------- |
| 2001                                     | terminé  | Josette Rapet          | SE        | Retraitée du trésor public |
| 2014                                     | En cours | Jean-François Corbière |           | Retraité                   |
| Les données manquantes sont à compléter. |          |                        |           |                            |

## Démographie

### Évolution démographique
L'évolution du nombre d'habitants est connue à travers les recensements de la population effectués dans la commune depuis 1793. Pour les communes de moins de 10 000 habitants, une enquête de recensement portant sur toute la population est réalisée tous les cinq ans, les populations de référence des années intermédiaires étant quant à elles estimées par interpolation ou extrapolation. Pour la commune, le premier recensement exhaustif entrant dans le cadre du nouveau dispositif a été réalisé en 2004.

En 2022, la commune comptait 406 habitants, en évolution de −6,02 % par rapport à 2016 (Charente-Maritime : +4,04 %, France hors Mayotte : +2,11 %).
| 1793 | 1800 | 1806 | 1821 | 1831 | 1836 | 1841 | 1846 | 1851 |
| ---- | ---- | ---- | ---- | ---- | ---- | ---- | ---- | ---- |
| 796  | 810  | 776  | 710  | 790  | 812  | 844  | 818  | 822  |

| 1856 | 1861 | 1866 | 1872 | 1876 | 1881 | 1886 | 1891 | 1896 |
| ---- | ---- | ---- | ---- | ---- | ---- | ---- | ---- | ---- |
| 831  | 806  | 813  | 741  | 704  | 741  | 701  | 681  | 667  |

| 1901 | 1906 | 1911 | 1921 | 1926 | 1931 | 1936 | 1946 | 1954 |
| ---- | ---- | ---- | ---- | ---- | ---- | ---- | ---- | ---- |
| 645  | 640  | 598  | 585  | 550  | 546  | 553  | 506  | 455  |

| 1962 | 1968 | 1975 | 1982 | 1990 | 1999 | 2004 | 2006 | 2009 |
| ---- | ---- | ---- | ---- | ---- | ---- | ---- | ---- | ---- |
| 414  | 399  | 378  | 363  | 346  | 330  | 364  | 372  | 359  |

| 2014 | 2019 | 2022 | - | - | - | - | - | - |
| ---- | ---- | ---- | - | - | - | - | - | - |
| 427  | 421  | 406  | - | - | - | - | - | - |

## Économie
Les exploitations agricoles comprennent essentiellement vignobles (pour le cognac) et céréales.

## Personnalités liées à la commune
- Eutrope Dupon (1823-1897), né et décédé (durant son mandat de député) à Saint-Germain-du-Seudre, fut député de 1893 à 1897

## Lieux et monuments

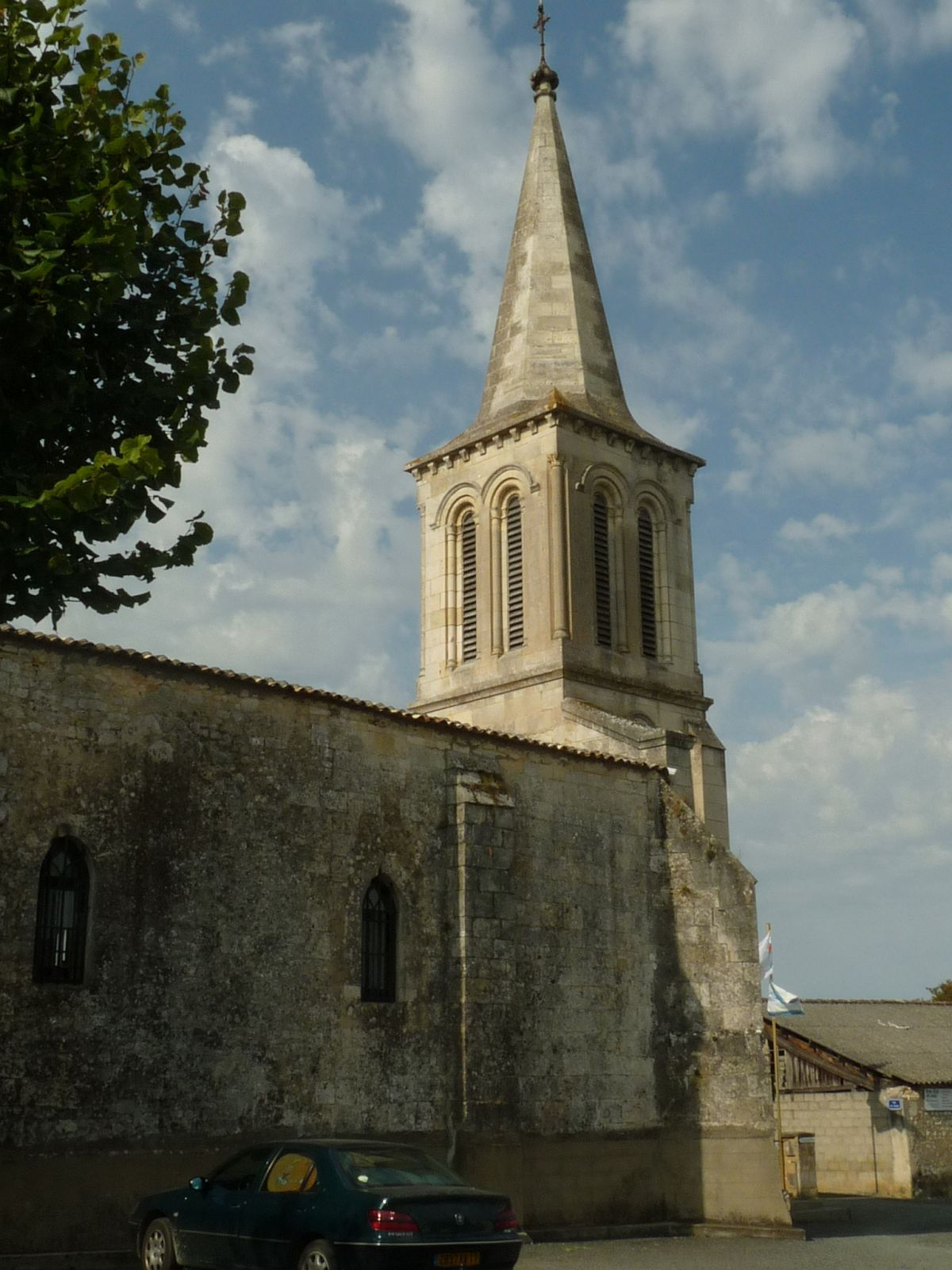
L'église Saint-Germain

- Église Saint-Germain : si les origines de cette église paroissiale remontent au XIe siècle, le sanctuaire est repris et prolongé d'une travée à l'issue de la guerre de cent ans. Dévastée durant les guerres de religion, elle est relativement épargnée par les troubles révolutionnaires. Le clocher abrite une cloche de 300 kilos fondue le 10 août 1834.
- Le château de Roussillon : édifié au XVIe siècle et XVIIe siècle.
- Le logis du Rail : ancien domaine agricole, le logis a été édifié principalement au XVIIIe siècle par la famille Moré.
- Abbaye de Cormeilles : fondée vers 1115, elle fut ruinée pendant les guerres de religion. Il n'en reste que des vestiges, en particulier la partie inférieure de l'ancienne église abbatiale (XIIe siècle) composée d'un portail roman à double archivolte, encadré de deux arcades aveugles.
- La Motte à Barbu : tertre de forme ellipsoïdale (35 m de long, 10 m de large et 3 m de hauteur) ; les fouillées partielles de 1976 y ont mis au jour des tessons de poteries médiévales laissant supposer que l’édifice était une motte castrale[24].
- La Borne de Perissac : pierre dressée servant de borne séparative entre les communes de Gémozac, Champagnolle et Saint-Germain-du-Seudre qui à l'origine pourrait être un menhir ou un vestige de dolmen[24].